# Zosterocarpus oedogonium
Zosterocarpus oedogonium é uma espécie de alga pertencente à família Chordariaceae.
A autoridade científica da espécie é (Meneghini) Bornet, tendo sido publicada em Note sur deux algues de la Méditerranée: Fauchea et Zosterocarpus. Bulletin de la Société Botanique de France 37: 139-148, 5 figs, 1 plate, no ano de 1890.
Trata-se de uma espécie marinha, com registo de ocorrência em Portugal.

## Sinónimos
Possui um sinónimo homotípico, Ectocarpus oedogonium e um sinónimo heterotípico, Prototilopteris bertholdii.